# Old (Baranya)
Old est un village et une commune du comitat de Baranya en Hongrie.